# IC 3598
IC 3598 ist eine Spiralgalaxie vom Hubble-Typ Sab im Sternbild Haar der Berenike am Nordsternhimmel. Sie ist schätzungsweise 342 Millionen Lichtjahre von der Milchstraße entfernt.
Das Objekt wurde am 1. Mai 1894 von Isaac Roberts entdeckt.